# Haynes (Alberta)
Haynes est un hameau (hamlet) du Comté de Lacombe, situé dans la province canadienne d'Alberta.

## Démographie
En tant que localité désignée dans le recensement de 2011, Haynes a une population de 15 habitants dans 9 de ses 9 logements, soit une variation de -40.0% par rapport à la population de 2006. Avec une superficie de 0,246 5 km2, le hameau possède une densité de population de 60,851 9 hab/km2 en 2011.
Concernant le recensement de 2006, Haynes abritait 25 habitants dans 7 de ses 8 logements. Avec une superficie de 0,246 5 km2, le hameau possédait une densité de population de 101,4 hab/km2 en 2006.